# Hypästhesie
Hypästhesie oder Hypoästhesie bezeichnet eine umschriebene oder allgemeine herabgesetzte Empfindlichkeit der Berührungs- und Drucksensibilität der Haut. Sie geht oft, aber nicht grundsätzlich, mit einer Störung der Schmerzwahrnehmung (Hypalgesie), der Temperaturwahrnehmung (Thermhypästhesie) und der Vibrations- und Lageempfindung (Pallhypästhesie) einher. Eine Verminderung an nur einer Körperseite bezeichnet man als Hemihypästhesie, wohingegen ein völliger Sensibilitätsausfall Anästhesie genannt wird. Ein verwandtes und oft gleichzeitig auftretendes Symptom ist die Parästhesie (meist kribbelnde Missempfindungen bei Berührungen).
Das hypästhetische Areal gibt dem Neurologen Hinweise auf die Läsionshöhe: So entspricht es bei peripheren Nervenschädigungen dem Versorgungsgebiet des entsprechenden Nervs; bei Nervenwurzelreizung (Radikulopathie) dem analogen Dermatom.
Ursächlich kommen Schädigungen der Haut selbst als Sinnesorgan (beispielsweise nach Verbrennungen), der peripheren Nerven (Polyneuropathie), der Nervenplexus (Verkehrsunfall), der aus dem Rückenmark austretenden Nervenwurzeln (Bandscheibenvorfall) oder, oft im Rahmen eines Hirninfarktes, der aufsteigenden Bahnen zum Gehirn (Lemniskales System), des Thalamus oder der zentralen Verarbeitung im Somatosensorischen Cortex in Frage. Hypästhesien sind auch als Symptom von Vergiftungszuständen oder Minderdurchblutung (Ischämie) der Haut möglich.